# Well I Wonder
"Well I Wonder" é uma canção da banda de rock inglesa The Smiths, lançada em janeiro de 1985 como lado B e em fevereiro de 1985 no álbum Meat Is Murder produzida no outono de 1984.
'Well I Wonder' nunca foi tocada ao vivo pela banda.

## Letra
A música 'Well I Wonder' escrita por Morrissey é uma exploração comovente do amor e da saudade não correspondidos. A letra transmite um profundo sentimento de anseio, com o locutor questionando se sua presença permanece na mente da pessoa que ama. A frase repetida 'Bem, eu me pergunto' encapsula a incerteza e a natureza obsessiva dos sentimentos não correspondidos, enquanto o orador é deixado a ponderar se eles têm algum impacto sobre o objeto de sua afeição.
Well I Wonder
Do you hear me when you sleep?
I hoarsely cry
Oh…

Well I wonder
Do you see me when we pass?
I half die…
Oh…

Please keep me in mind
Please keep me in mind

## Recepção
A revista Rolling Stones avaliou 'Well I Wonder' como a 63° melhor música dos Smiths de todas as 73, com a melhor frase sendo "Please keep me in mind".

## Lista de faixas
7" Vinyl
1. How Soon Is Now? – 3:41
2. Well I Wonder – 4:00

### 12" Vinyl
1. How Soon Is Now? – 6:43
2. Well I Wonder – 4:00
3. Oscillate Wildly – 3:26

## Formação
- Morrissey - Vocal
- Andy Rourke - Baixo
- Mike Joyce - Bateria
- Johnny Marr - Guitarra